# Jämtlands sinfonietta
Jämtlands sinfonietta med säte i Östersund, började sin verksamhet 1990 som ett projekt inom länsmusiken i Jämtlands län. I samband med fortlöpande omorganisationer inom länsmusiken genom huvudmannen landstinget i Jämtlands län, blev Jämtlands sinfonietta nedlagd i slutet av 1990-talet.
Orkesterns profil var ett samarbete mellan länsmusikens professionella blåsare, frilansmusiker, musikstuderande och lämpliga amatörer. Violinisten Bengt-Erik Norlén har varit konsertmästare. Dåvarande landshövdingen i Jämtland/Härjedalen Sven Heurgren, understödde orkestern både ekonomiskt och ideellt.
Jämtlands sinfonietta dirigerades bl.a. av Mats Janhagen och Cecilia Rydinger Alin. 1991 blev Peter Ligendza dirigent och konstnärlig ledare för Jämtlands sinfonietta. Under hans ledning fick orkestern positiva omdömen, förutom i de lokala medierna också av Leif Aare i Dagens Nyheter (30.9.1992 / 10.7.1994) och Carl-Gunnar Åhlén i Svenska Dagbladet (9.7.1994).
Under Ligendzas ledning uruppförde Jämtlands sinfonietta kompositioner av Olov Franzèn: "Clouds on blue sky, adagio för symfonisk orkester" och av Terje Björklund: "Padjelanta" som är tillägnad Peter och Catarina Ligendza.